# 刘思聪
刘思聪（1919年—1996年1月9日），男，山东蓬莱人，中华人民共和国政治人物，曾任黑龙江省革命委员会副主任，新疆维吾尔自治区人大常委会副主任，中共乌鲁木齐市委书记。